# 1967-es kupagyőztesek Európa-kupája-döntő
Az 1967-es kupagyőztesek Európa-kupája-döntőben, a KEK 7. döntőjében a nyugatnémet Bayern München, és a skót Rangers mérkőzött a Nürnbergerstadionban. A mérkőzést a Bayern München nyerte hosszabbítás után 1–0-ra.

## A mérkőzés
| 1967. május 31. 19:30 |

| Bayern München | 1–0 (h. u.)     | Rangers |
| -------------- | --------------- | ------- |
| Roth 109'      | (0–0, 0–0, 0–0) |         |

| Nürnbergerstadion, Nürnberg Nézőszám: 69 480 Játékvezető: Concetto Lo Bello (olasz) |

| Bayern München | Rangers |

| BAYERN MÜNCHEN:  |   |                     |
|                  |   |                     |
| GK               | 1 | Sepp Maier          |
| DF               |   | Hans Nowak          |
| DF               |   | Peter Kupferschmidt |
| MF               |   | Werner Olk          |
| DF               | 5 | Franz Beckenbauer   |
| MF               |   | Franz Roth          |
| MF               |   | Dieter Koulmann     |
| FW               |   | Rudolf Nafziger     |
| FW               |   | Rainer Ohlhauser    |
| FW               |   | Gerd Müller         |
| FW               |   | Dieter Brenninger   |
| Vezetőedző:      |   |                     |
| Zlatko Čajkovski |   |                     |

| RANGERS:    |    |                  |
|             |    |                  |
| GK          | 1  | Norrie Martin    |
| RB          | 2  | Kai Johansen     |
| CB          | 5  | Ronnie McKinnon  |
| CB          | 4  | Sandy Jardine    |
| LB          | 3  | David Provan     |
| RM          | 7  | Willie Henderson |
| CM          | 8  | Dave Smith       |
| CM          | 6  | John Greig       |
| LM          | 11 | Willie Johnston  |
| FW          | 9  | Roger Hynd       |
| FW          | 10 | Alex Smith       |
| Vezetőedző: |    |                  |
| Scot Symon  |    |                  |

| Az 1966–1967-es kupagyőztesek Európa-kupája győztese |
| ---------------------------------------------------- |
| Bayern München 1. cím                                |